# خالد تغزوين
خالد تغزوين (مواليد 18 يونيو 1978، ورزازات) عداء مغربي في ركض المسافات المتوسطة، متخصص في سباق 800 متر.
أفضل توقت شخصي له هو ساعة و45 دقيقة و27 ثانية، حقّقهُ في سبتمبر 2001 في بكين.
في يوليو 2004، أثبت الفحوصات تعاطيه لمُنشّط ناندرولون، وتم إيقافه من الاتحاد الدولي لألعاب القوى حتى يوليو 2006.

## روابط خارجية
- خالد تغزوين على موقع الاتحاد الدولي لألعاب القوى (الإنجليزية)
- خالد تغزوين على موقع أوليمبيديا (الإنجليزية)